# SuperCity

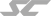
Logo der Zuggattung „SuperCity“

SuperCity ist eine Zuggattung des Fernverkehrs, die in mehreren europäischen Ländern verwendet wird oder wurde. Der SuperCity ist, was Komfort, Geschwindigkeit und meist auch Preis betrifft, etwas über dem InterCity angesiedelt.

## SuperCity in Österreich
Der SuperCity war von 1991 bis 1996 in Österreich im Dienst als nationaler EuroCity gedacht. Diese Züge verkehrten zwar nur innerhalb Österreichs, jedoch ähnlich wie EuroCity-Züge mit weniger Halten. Die Züge waren mit klimatisierten Wagen und einem Speisewagen ausgestattet, die Höchstgeschwindigkeit betrug 160 Kilometer pro Stunde. Als besonderes Service in der zuschlagpflichtigen ersten Wagenklasse gab es das Zugteam, die Platzreservierung war auf Wunsch bereits inbegriffen. Der SC wurde mit dem Slogan „Morgens hin, abends heim“ beworben.
Folgende SuperCity-Züge gab es:
| Name des SuperCity    | Zuglauf                   | Verkehrstage         | Fahrzeit (Fahrplan 1991)                  | Fahrzeit (Fahrplan 1995/96)               |
| --------------------- | ------------------------- | -------------------- | ----------------------------------------- | ----------------------------------------- |
| Landskron             | Villach–Wien              | morgens an Werktagen | 3 Stunden 59 Minuten                      | 4 Stunden 04 Minuten                      |
| Dobratsch             | Villach–Wien              | abends an Sonntagen  | 4 Stunden 10 Minuten                      | 4 Stunden 16 Minuten                      |
| Styria                | Graz–Wien                 | morgens an Werktagen | 2 Stunden 23 Minuten                      | 2 Stunden 23 Minuten                      |
| Wiener Philharmoniker | Innsbruck–Wien –Innsbruck | morgens abends       | 4 Stunden 41 Minuten 4 Stunden 39 Minuten | 4 Stunden 41 Minuten 4 Stunden 39 Minuten |
| Wiener Symphoniker    | Wien–Bregenz –Wien        | abends               | 7 Stunden 23 Minuten 7 Stunden 40 Minuten | 7 Stunden 21 Minuten 7 Stunden 40 Minuten |

1996 wurde der SuperCity von den ÖBB aufgegeben. Die Züge wurden eingestellt oder in InterCity- oder EuroCity-Züge umgewandelt. Mit der Einführung des ÖBB-EuroCity im Jahr 2002 wurden einige der ehemaligen SuperCity-Züge zum ÖBB-EuroCity. Die ehemalige SuperCity-Verbindung Innsbruck–Wien wurde nach einem Intermezzo als EuroCity-Zug ab Mai 1998 als ICE und ab 2007 als Railjet geführt.

## SuperCity in Tschechien

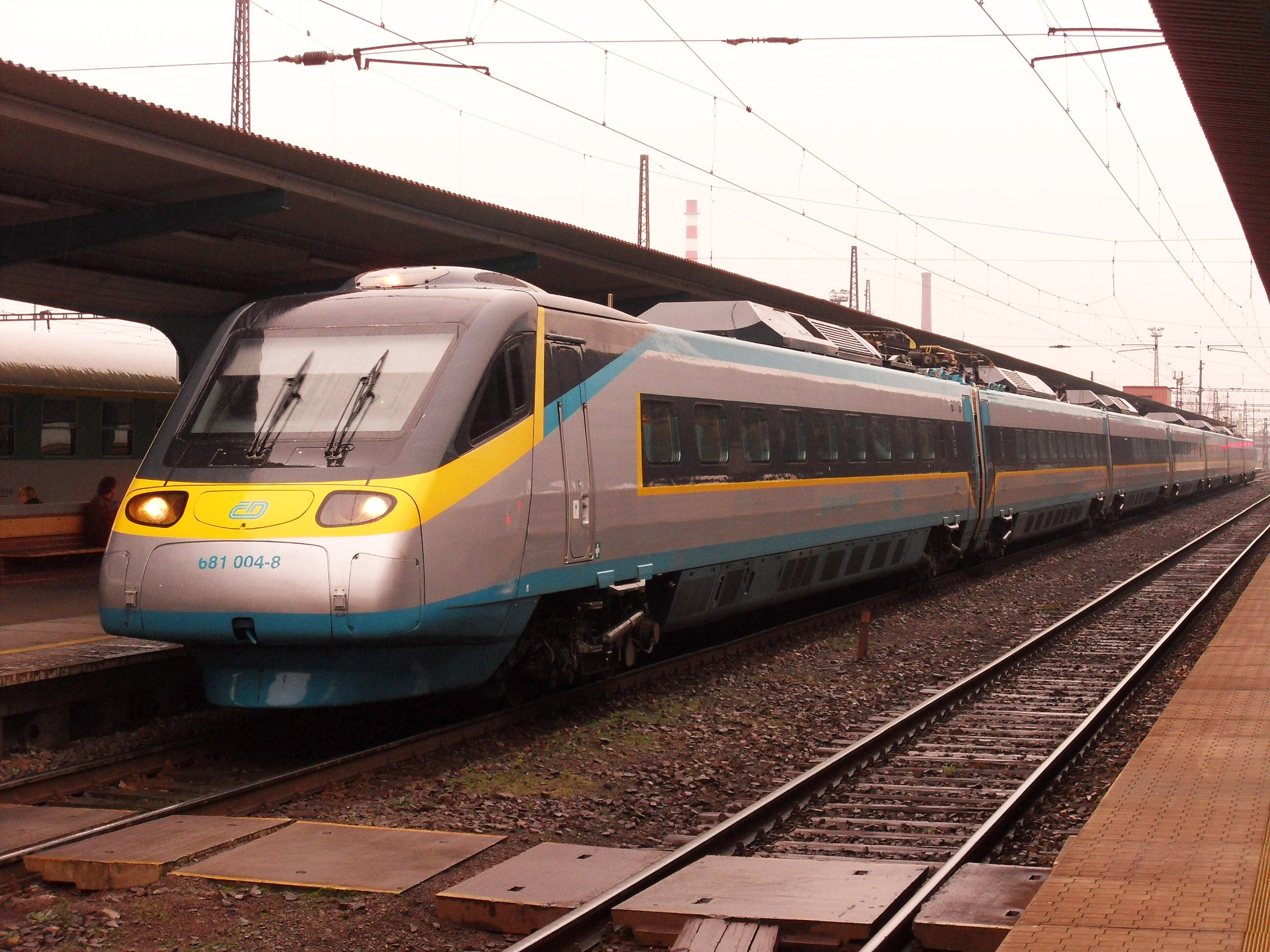
Ein SuperCity Pendolino der ČD in Pardubice

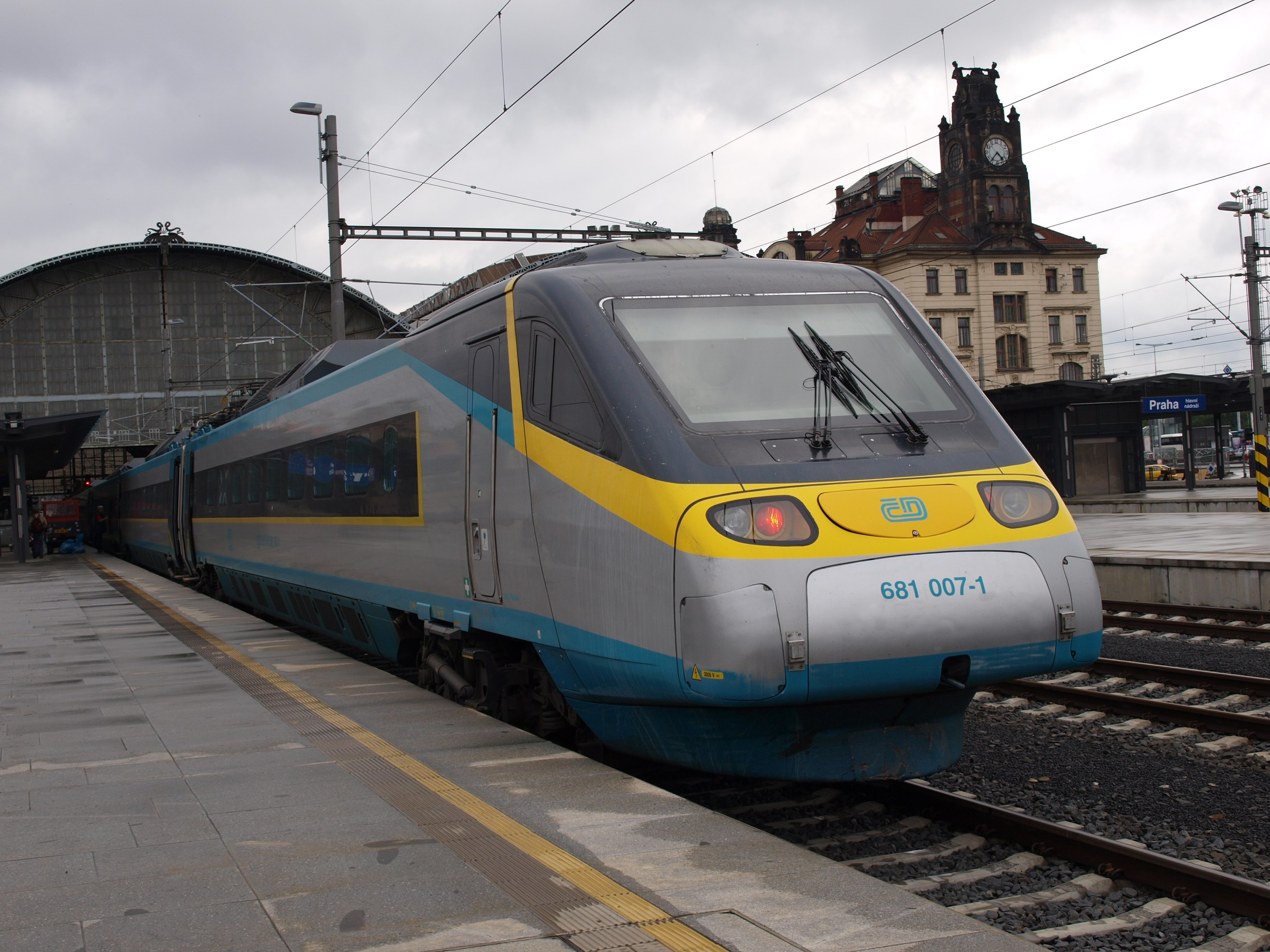
Pendolino im Prager Hauptbahnhof

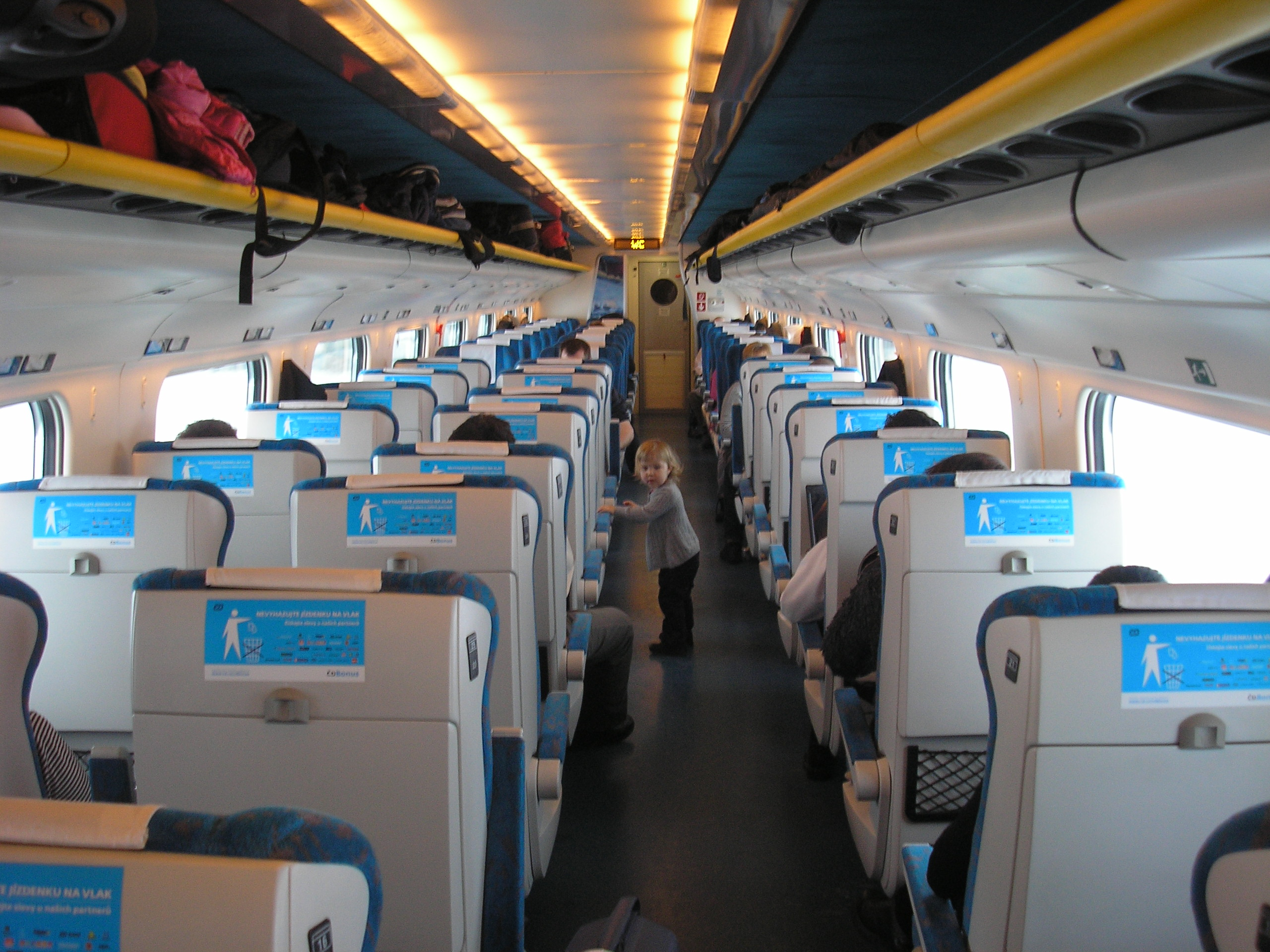
2. Klasse eines Pendolino

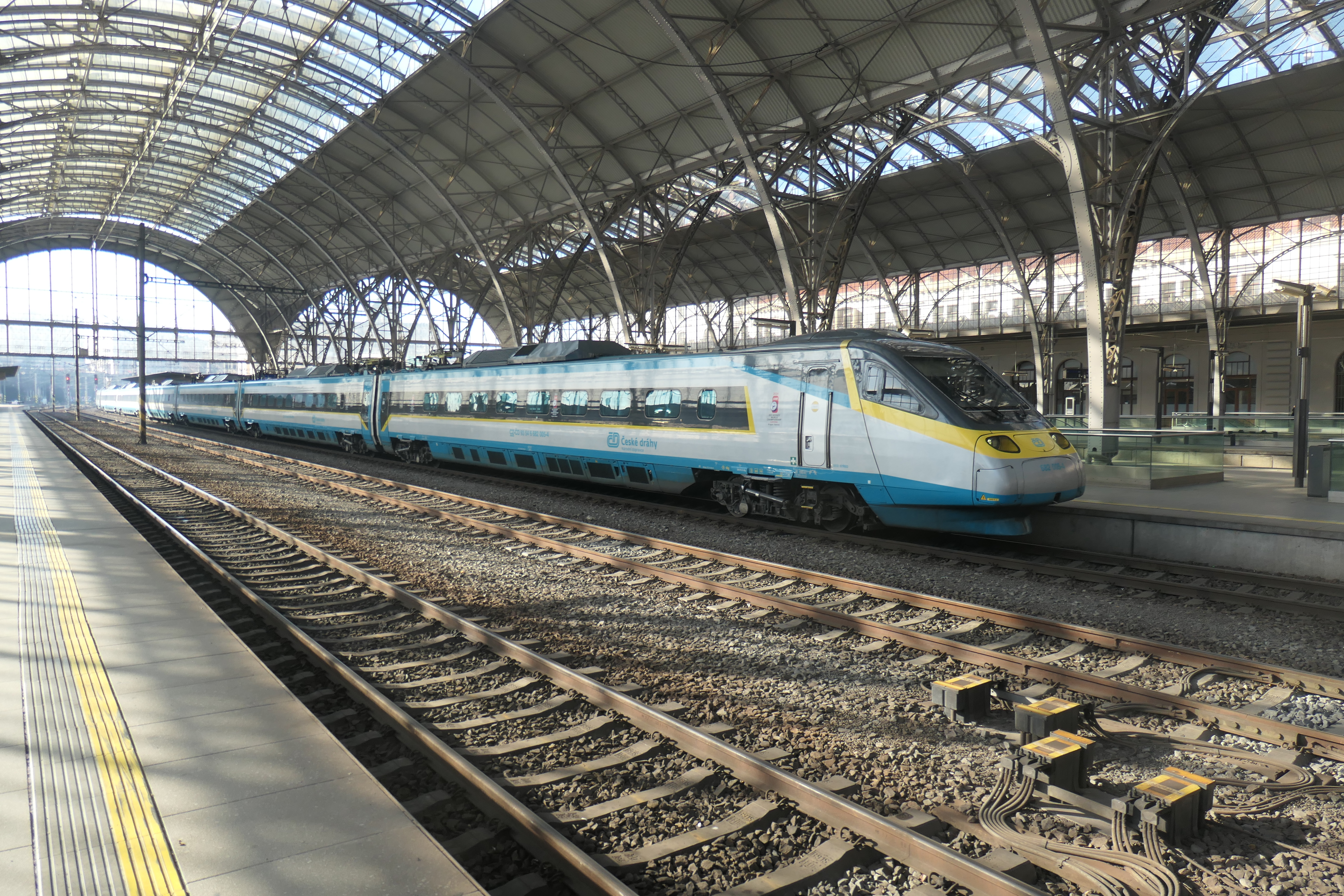
682 005 als Super City in Praha hlavní nádraží

Die tschechische Eisenbahn ČD verwendet die Bezeichnung SuperCity Pendolino für die seit Dezember 2005 verkehrenden Schnellverbindungen zwischen Prag und Ostrava.
Die ab Dezember 2006 verkehrt habenden Schnellverbindungen zwischen Prag und Wien bzw. Bratislava wurden im Dezember 2011 aufgrund geringer Auslastung wieder eingestellt.
Seit Dezember 2014 verbindet der railjet (in Zusammenarbeit mit der ÖBB) Prag mit Wien und Graz.

### Strecken
Derzeit fahren die Züge von Františkovy Lázně über Prag und Ostrava nach Bohumín sowie von Prag über Ostrava nach Košice (Slowakei).
Der Abschnitt Františkovy Lázně/Cheb–Prag wird 2× täglich bedient, die Relation Ostrava–Košice nur einmal täglich. Auf der Hauptstrecke von Prag nach Ostrava verkehren täglich 8 Züge je Richtung (alle 2 Stunden), von denen 3 weiter bis nach Bohumín fahren.
| Kursbuchstrecke (SŽ): | 010, 011, 170, 171, 270, 320 |                                |                                |
| Streckenlänge: | 931 km                       |                                |                                |
| Spurweite: | 1435 mm (Normalspur)         |                                |                                |
| Streckengeschwindigkeit: | 160 km/h                     |                                |                                |
| |                              |                                |                                |
| \| \| km \| Bahnhof \| Bahnhof \| \| \| 0 \| Františkovy Lázně \| Františkovy Lázně \| \| \| 7 \| Cheb \| Cheb \| \| \| 30 \| Lázně Kynžvart (nur SC 505) \| Lázně Kynžvart (nur SC 505) \| \| \| 37 \| Mariánské Lázně \| Mariánské Lázně \| \| \| 49 \| Planá u Mariánských Lázní \| Planá u Mariánských Lázní \| \| \| 80 \| Stříbro \| Stříbro \| \| \| 112 \| Plzeň-Jižní předměstí \| Plzeň-Jižní předměstí \| \| \| 113 \| Plzeň hl.n. \| Plzeň hl.n. \| \| \| 222 \| Praha-Smíchov \| Praha-Smíchov \| \| \| 226 \| Praha hl.n. \| Praha hl.n. \| \| \| 288 \| Kolín (nur SC 240/241) \| Kolín (nur SC 240/241) \| \| \| 330 \| Pardubice hl.n. \| Pardubice hl.n. \| \| \| 290 \| Česká Třebová (nur SC 240/241) \| Česká Třebová (nur SC 240/241) \| \| \| 476 \| Olmütz hl.n. \| Olmütz hl.n. \| \| \| 577 \| Ostrava-Svinov \| Ostrava-Svinov \| \| \| 582 \| Ostrava hl.n. \| Ostrava hl.n. \| \| \| 590 \| Bohumín (nicht SC 240/241) \| Bohumín (nicht SC 240/241) \| \| \| 621 \| Český Těšín \| Český Těšín \| \| \| \| Grenze CZ / SK \| \| \| \| 689 \| Žilina \| Žilina \| \| \| 746 \| Ružomberok \| Ružomberok \| \| \| 772 \| Liptovský Mikuláš \| Liptovský Mikuláš \| \| \| 811 \| Štrba \| Štrba \| \| \| 830 \| Poprad-Tatry \| Poprad-Tatry \| \| \| 915 \| Kysak \| Kysak \| \| \| 931 \| Košice \| Košice \| |                              |                                |                                |
| | km                           | Bahnhof                        | Bahnhof                        |
| Kopfbahnhof Streckenanfang | 0                            | Františkovy Lázně              | Františkovy Lázně              |
| Bahnhof | 7                            | Cheb                           | Cheb                           |
| Haltepunkt / Haltestelle | 30                           | Lázně Kynžvart (nur SC 505)    | Lázně Kynžvart (nur SC 505)    |
| Bahnhof | 37                           | Mariánské Lázně                | Mariánské Lázně                |
| Bahnhof | 49                           | Planá u Mariánských Lázní      | Planá u Mariánských Lázní      |
| Bahnhof | 80                           | Stříbro                        | Stříbro                        |
| Bahnhof | 112                          | Plzeň-Jižní předměstí          | Plzeň-Jižní předměstí          |
| Bahnhof | 113                          | Plzeň hl.n.                    | Plzeň hl.n.                    |
| Bahnhof | 222                          | Praha-Smíchov                  | Praha-Smíchov                  |
| Bahnhof | 226                          | Praha hl.n.                    | Praha hl.n.                    |
| Haltepunkt / Haltestelle | 288                          | Kolín (nur SC 240/241)         | Kolín (nur SC 240/241)         |
| Bahnhof | 330                          | Pardubice hl.n.                | Pardubice hl.n.                |
| Haltepunkt / Haltestelle | 290                          | Česká Třebová (nur SC 240/241) | Česká Třebová (nur SC 240/241) |
| Bahnhof | 476                          | Olmütz hl.n.                   | Olmütz hl.n.                   |
| Bahnhof | 577                          | Ostrava-Svinov                 | Ostrava-Svinov                 |
| Bahnhof | 582                          | Ostrava hl.n.                  | Ostrava hl.n.                  |
| Haltepunkt / Haltestelle | 590                          | Bohumín (nicht SC 240/241)     | Bohumín (nicht SC 240/241)     |
| Bahnhof | 621                          | Český Těšín                    | Český Těšín                    |
| Grenze |                              | Grenze CZ / SK                 | Grenze CZ / SK                 |
| Bahnhof | 689                          | Žilina                         | Žilina                         |
| Bahnhof | 746                          | Ružomberok                     | Ružomberok                     |
| Bahnhof | 772                          | Liptovský Mikuláš              | Liptovský Mikuláš              |
| Bahnhof | 811                          | Štrba                          | Štrba                          |
| Bahnhof | 830                          | Poprad-Tatry                   | Poprad-Tatry                   |
| Bahnhof | 915                          | Kysak                          | Kysak                          |
| Kopfbahnhof Streckenende | 931                          | Košice                         | Košice                         |

In der Slowakei werden die SuperCity in Zusammenarbeit mit der ZSSK betrieben.

### Fahrplan
Folgende SuperCity-Verbindungen gibt es (Fahrplan 2015/16):
| Nummer des SuperCity | Zuglauf                   | Verkehrstage | Abfahrtszeit | Fahrzeit | Streckenlänge | Anmerkungen                                                                              |
| -------------------- | ------------------------- | ------------ | ------------ | -------- | ------------- | ---------------------------------------------------------------------------------------- |
| SC 240               | Košice–Praha hl.n.        | täglich      | 14:47 Uhr    | 7:32 h   | 705 km        | „Košičan“                                                                                |
| SC 241               | Praha hl.n.–Košice        | täglich      | 6:43 Uhr     | 7:22 h   | 705 km        | „Košičan“                                                                                |
| SC 502               | Ostrava hl.n.–Praha hl.n. | täglich      | 17:11 Uhr    | 3:04 h   | 356 km        |                                                                                          |
| SC 503               | Praha hl.n.–Ostrava hl.n. | täglich      | 7:43 Uhr     | 3:01 h   | 356 km        |                                                                                          |
| SC 504               | Ostrava hl.n.–Praha hl.n. | täglich      | 15:14 Uhr    | 3:01 h   | 356 km        |                                                                                          |
| SC 505               | Cheb–Ostrava hl.n.        | täglich      | 6:44 Uhr     | 6:00 h   | 575 km        | Mittwochs und sonntags muss aus betrieblichen Gründen in Praha hl.n. umgestiegen werden. |
| SC 506               | Ostrava hl.n.–Cheb        | täglich      | 13:14 Uhr    | 6:00 h   | 575 km        |                                                                                          |
| SC 507               | Praha hl.n.–Ostrava hl.n. | täglich      | 11:43 Uhr    | 3:01 h   | 356 km        |                                                                                          |
| SC 508               | Ostrava hl.n.–Praha hl.n. | täglich      | 11:11 Uhr    | 3:04 h   | 356 km        |                                                                                          |
| SC 509               | Praha hl.n–Ostrava hl.n.  | täglich      | 13:43 Uhr    | 3:01 h   | 356 km        |                                                                                          |
| SC 510               | Bohumín–Praha hl.n.       | täglich      | 9:06 Uhr     | 3:09 h   | 364 km        |                                                                                          |
| SC 511               | Praha hl.n.–Bohumín       | täglich      | 15:43 Uhr    | 3:09 h   | 364 km        |                                                                                          |
| SC 512               | Bohumín–Františkovy Lázně | täglich      | 7:06 Uhr     | 6:17 h   | 590 km        |                                                                                          |
| SC 515               | Františkovy Lázně–Bohumín | täglich      | 14:37 Uhr    | 6:15 h   | 590 km        |                                                                                          |
| SC 516               | Bohumín–Praha hl.n.       | täglich      | 5:06 Uhr     | 3:09 h   | 364 km        |                                                                                          |
| SC 517               | Praha hl.n.–Bohumín       | täglich      | 19:43 Uhr    | 3:09 h   | 364 km        |                                                                                          |

### Fuhrpark
Die SuperCity-Verbindungen werden ausschließlich mit Neigetechnikzügen der ČD-Baureihe 680 aus der Pendolino-Serie gefahren. Durch die Neigetechnik sind dies die schnellsten Züge in Tschechien.
Da die ČD nur 7 Züge dieser Baureihe besitzt, kann es vereinzelt dazu führen, dass andere Züge (wie beispielsweise Railjet-Garnituren) SuperCity-Verbindungen übernehmen müssen.
Dies wird durch einen Unfall am 22. Juli 2015 in Studénka, bei dem eine Garnitur beschädigt wurde und somit nur 6 Züge einsatzbereit sind, weiter verstärkt. Diese Umstände führten im Sommer 2015 dazu, dass die SC 240 und SC 241 als EuroCity geführt wurden. Seit Anfang August 2016 bis zum 4. September 2016 werden die SC 502, SC 503, SC 508 und SC 509 als InterCity mit Ersatzzügen bedient.
Vor Indienststellung der Neigezüge wurden als SuperCity einzelne schnelle Inlandzüge mit Wagen erster Klasse und Speisewagen bezeichnet.

### Fahrpreise
Es gelten alle Fahrkarten der Tschechischen Bahnen ČD, inklusive verschiedener Vergünstigungen (z. B. „Včasná jízdenka“). Zusätzlich sind diese Züge bis auf den Abschnitt Františkovy Lázně/Franzensbad–Plzeň/Pilsen (2. Klasse) reservierungspflichtig. Der Aufpreis ist abhängig von Strecke bzw. von der Auslastung des Zuges und kostet zwischen 0 und 250 CZK in der 2. Klasse und zwischen 100 und 250 CZK in der 1. Klasse für Fahrten innerhalb Tschechiens. Für den grenzüberschreitenden Verkehr beziehungsweise für Fahrten innerhalb der Slowakei sind es 3 bis 5 €.

### Service
Da es sich um die hochwertigste Zugkategorie der ČD handelt, ist das Serviceangebot im Vergleich zu den anderen Kategorien überdurchschnittlich hoch.
Allen Fahrgästen stehen kostenlos ein Mineralwasser, Zeitung sowie Internet (WiFi) zur Verfügung. In der 1. Klasse gibt es zusätzlich ein heißes Getränk und einen Snack (z. B. Sandwich oder Obstsalat) dazu.
An Bord gibt es auch ein Bordbistro.
Über das Internet gibt es ein „Bord-Portal“ mit aktuellen Informationen, Filmen und weiteren Funktionen.
Alle Sitzplätze sind mit 230-Volt-Steckdosen ausgestattet.
An ausgewählten Bahnhöfen gibt es außerdem eine ČD-Lounge, die mit einer gültigen Fahrkarte für den SuperCity benutzt werden darf.